# Liste der Stolpersteine in Salzwedel
Die Liste der Stolpersteine in Salzwedel enthält alle Stolpersteine, die im Rahmen des gleichnamigen Kunst-Projekts von Gunter Demnig in Salzwedel verlegt wurden. Mit ihnen soll Opfern des Nationalsozialismus gedacht werden, die in Salzwedel lebten und wirkten. Bei der bislang einzigen Verlegungsaktion wurden am 26. Juni 2010 insgesamt 16 Steine an fünf Adressen verlegt.

## Liste der Stolpersteine
| Adresse              | Datum der Verlegung | Person | Inschrift | Bild                                                              | Bild des Hauses |
| -------------------- | ------------------- | --- | --- | ----------------------------------------------------------------- | --- |
| Altperverstraße 1 ·  | 26. Juni 2010       | Tobias „Theo“ Bachenheimer (1890–1942) Tobias Bachenheimer wurde in Marburg geboren. Am 10. November 1938 wurde er verhaftet und vorübergehend im KZ Sachsenhausen interniert. Über Magdeburg, Potsdam und Berlin wurde er ins Warschauer Ghetto deportiert, wo er am 14. April 1942 ankam. Später wurde er im KZ Treblinka ermordet. | Hier wohnte TOBIAS ‘THEO’ BACHENHEIMER Jg. 1890 deportiert 1942 Ghetto Warschau ermordet 1942 in Treblinka          | Stolperstein Salzwedel Altperverstraße 1 Tobias Bachenheimer      | Stolpersteinlage Salzwedel Altperverstraße 1 · Stolpersteine Salzwedel Altperverstraße 1                                      |
| Altperverstraße 1 ·  | 26. Juni 2010       | Betty Bachenheimer geb. Freudenthal (1894–1942) Betty Bachenheimer stammte aus Laisa. Über Magdeburg, Potsdam und Berlin wurde sie ins Warschauer Ghetto deportiert, wo sie am 14. April 1942 ankam. Später wurde sie im KZ Treblinka ermordet.                                                                                       | Hier wohnte BETTY BACHENHEIMER geb. Freudenthal Jg. 1894 deportiert 1942 Ghetto Warschau ermordet 1942 in Treblinka | Stolperstein Salzwedel Altperverstraße 1 Betty Bachenheimer       | Stolpersteinlage Salzwedel Altperverstraße 1 · Stolpersteine Salzwedel Altperverstraße 1                                      |
| Altperverstraße 1 ·  | 26. Juni 2010       | Heinz Bachenheimer (1921–?) Heinz Bachenheimer wurde als Sohn von Tobias und Betty Bachenheimer geboren. 1936 floh er nach Palästina und nahm dort den Namen Shalom Bar-Tuvia an. | Hier wohnte HEINZ BACHENHEIMER Shalom Bar-Tuvia Jg. 1921 Flucht 1936 Palästina überlebt                             | Stolperstein Salzwedel Altperverstraße 1 Heinz Bachenheimer       | Stolpersteinlage Salzwedel Altperverstraße 1 · Stolpersteine Salzwedel Altperverstraße 1                                      |
| Altperverstraße 1 ·  | 26. Juni 2010       | Horst „Harry“ Bachenheimer (1924–?) Horst Bachenheimer wurde als Sohn von Tobias und Betty Bachenheimer geboren. 1941 floh er in die Vereinigten Staaten. | Hier wohnte HORST ‘HARRY’ BACHENHEIMER Jg. 1924 Flucht 1941 USA überlebt                                            | Stolperstein Salzwedel Altperverstraße 1 Horst Bachenheimer       | Stolpersteinlage Salzwedel Altperverstraße 1 · Stolpersteine Salzwedel Altperverstraße 1                                      |
| Altperverstraße 1 ·  | 26. Juni 2010       | Kurt Joseph Bachenheimer (1923–?) Kurt Joseph Bachenheimer wurde als Sohn von Tobias und Betty Bachenheimer geboren. 1941 floh er in die Vereinigten Staaten. | Hier wohnte KURT JOSEPH BACHENHEIMER Jg. 1923 Flucht 1941 USA überlebt                                              | Stolperstein Salzwedel Altperverstraße 1 Kurt Joseph Bachenheimer | Stolpersteinlage Salzwedel Altperverstraße 1 · Stolpersteine Salzwedel Altperverstraße 1                                      |
| Burgstraße 25 ·      | 26. Juni 2010       | Margarete Jacob geb. Rosenbaum (1878–?) Margarete Jacob wurde 1942 ins Warschauer Ghetto deportiert. Ihr weiteres Schicksal ist unbekannt. | Hier wohnte MARGARETE JACOB geb. Rosenbaum Jg. 1878 deportiert 1942 Ghetto Warschau ?                               | Stolperstein Salzwedel Burgstraße 25 Margarete Jacob              | Stolpersteinlage Salzwedel Burgstraße 25 · Stolpersteine Salzwedel Burgstraße 25                                              |
| Burgstraße 25 ·      | 26. Juni 2010       | Karl Jacob (1878–?) Karl Jacob wurde 1942 ins Warschauer Ghetto deportiert. Sein weiteres Schicksal ist unbekannt. | Hier wohnte KARL JACOB Jg. 1878 deportiert 1942 Ghetto Warschau ?                                                   | Stolperstein Salzwedel Burgstraße 25 Karl Jacob                   | Stolpersteinlage Salzwedel Burgstraße 25 · Stolpersteine Salzwedel Burgstraße 25                                              |
| Burgstraße 59 ·      | 26. Juni 2010       | David Hirsch (1906–1942) David Hirsch wurde in Thorn geboren. Am 10. November 1938 wurde er verhaftet und vorübergehend im KZ Buchenwald interniert. Am 13. April 1942 wurde er ins Warschauer Ghetto deportiert, wo er später ermordet wurde.                                                                                        | Hier wohnte DAVID HIRSCH Jg. 1906 deportiert 1942 ermordet im Ghetto Warschau                                       | Stolperstein Salzwedel Burgstraße 59 David Hirsch                 | Stolpersteinlage Salzwedel Burgstraße 59 · David Hirsch, Hanna Hirsch, geb. Levy, Rachel Hirsch und Clara Weil, geb. Neustadt |
| Burgstraße 59 ·      | 26. Juni 2010       | Hanna Hirsch geb. Levy (1911–1942) Hanna Hirsch stammte aus Salzwedel. 1942 wurde sie deportiert und in Auschwitz ermordet. | Hier wohnte HANNA HIRSCH geb. Levy Jg. 1911 deportiert 1942 Ghetto Warschau ermordet 1942 in Auschwitz              | Stolperstein Salzwedel Burgstraße 59 Hanna Hirsch                 | Stolpersteinlage Salzwedel Burgstraße 59 · David Hirsch, Hanna Hirsch, geb. Levy, Rachel Hirsch und Clara Weil, geb. Neustadt |
| Burgstraße 59 ·      | 26. Juni 2010       | Rachel Hirsch (1939–1943) Rachel Hirsch wurde als Tochter von David und Hanna Hirsch in Salzwedel geboren. Am 13. April 1942 wurde sie ins Warschauer Ghetto deportiert und 1943 im KZ Theresienstadt ermordet. | Hier wohnte RACHEL HIRSCH Jg. 1939 deportiert 1942 Ghetto Warschau ermordet 1943 in Theresienstadt                  | Stolperstein Salzwedel Burgstraße 59 Rachel Hirsch                | Stolpersteinlage Salzwedel Burgstraße 59 · David Hirsch, Hanna Hirsch, geb. Levy, Rachel Hirsch und Clara Weil, geb. Neustadt |
| Burgstraße 59 ·      | 26. Juni 2010       | Clara Weil geb. Neustadt (1883–1942) Clara Weil wurde 1942 ins Warschauer Ghetto transportiert und starb während des Transports. | Hier wohnte CLARA WEIL geb. Neustadt Jg. 1883 deportiert 1942 Ghetto Warschau tot auf Transport                     | Stolperstein Salzwedel Burgstraße 59 Clara Weil                   | Stolpersteinlage Salzwedel Burgstraße 59 · David Hirsch, Hanna Hirsch, geb. Levy, Rachel Hirsch und Clara Weil, geb. Neustadt |
| Neuperverstraße 64 · | 26. Juni 2010       | Jettchen Stein geb. Heimann (1906–?) Jettchen Stein stammte aus Schwanfeld. Am 13. April wurde sie ins Warschauer Ghetto deportiert. Ihr weiteres Schicksal ist unbekannt. | Hier wohnte JETTCHEN STEIN geb. Heimann Jg. 1906 deportiert 1942 Ghetto Warschau ?                                  | Stolperstein Salzwedel Neuperverstraße 64 Jettchen Stein          | Stolpersteinlage Salzwedel Neuperverstraße 64 · Stolpersteine Salzwedel Neuperverstraße 64                                    |
| Neuperverstraße 64 · | 26. Juni 2010       | Walter Stein (1902–?) Walter Stein stammte aus Salzwedel. Er war vorübergehend im KZ Sachsenhausen inhaftiert, wurde aber am 29. Januar 1939 wieder entlassen. Am 13. April wurde er ins Warschauer Ghetto deportiert. Sein weiteres Schicksal ist unbekannt.                                                                         | Hier wohnte WALTER STEIN Jg. 1902 deportiert 1942 Ghetto Warschau ?                                                 | Stolperstein Salzwedel Neuperverstraße 64 Walter Stein            | Stolpersteinlage Salzwedel Neuperverstraße 64 · Stolpersteine Salzwedel Neuperverstraße 64                                    |
| Neuperverstraße 64 · | 26. Juni 2010       | Hans Stein (1933–?) Hans Stein wurde in Salzwedel als Sohn von Walter und Jettchen Stein geboren. Am 13. April wurde er ins Warschauer Ghetto deportiert. Sein weiteres Schicksal ist unbekannt. | Hier wohnte HANS STEIN Jg. 1933 deportiert 1942 Ghetto Warschau ?                                                   | Stolperstein Salzwedel Neuperverstraße 64 Hans Stein              | Stolpersteinlage Salzwedel Neuperverstraße 64 · Stolpersteine Salzwedel Neuperverstraße 64                                    |
| Neuperverstraße 64 · | 26. Juni 2010       | Erich Stein (1935–?) Erich Stein wurde in Salzwedel als Sohn von Walter und Jettchen Stein geboren. Am 13. April wurde er ins Warschauer Ghetto deportiert. Sein weiteres Schicksal ist unbekannt. | Hier wohnte ERICH STEIN Jg. 1935 deportiert 1942 Ghetto Warschau ?                                                  | Stolperstein Salzwedel Neuperverstraße 64 Erich Stein             | Stolpersteinlage Salzwedel Neuperverstraße 64 · Stolpersteine Salzwedel Neuperverstraße 64                                    |
| Neuperverstraße 84 · | 26. Juni 2010       | Frieda Frenkel geb. Stein (1883–?) Frieda Frenkel wurde in Salzwedel geboren. Über Magdeburg, Potsdam und Berlin wurde sie ins Warschauer Ghetto deportiert, wo sie am 14. April 1942 ankam. Ihr weiteres Schicksal ist unbekannt. | Hier wohnte FRIEDA FRENKEL geb. Stein Jg. 1883 deportiert 1942 Ghetto Warschau ?                                    | Stolperstein Salzwedel Neuperverstraße 84 Frieda Frenkel          | Stolpersteinlage Salzwedel Neuperverstraße 84                                                                                 |